# Командное чемпионство WWE SmackDown
Командное чемпионство WWE (англ. WWE Tag Team Championship) — это командный титул чемпиона, созданный и продвигаемый американским рестлинг-промоушном WWE, который в настоящее время защищается на бренде SmackDown.
Это один из двух мужских командных чемпионских титулов в основном ростере WWE, наряду с командным чемпионством мира.
Представлен 23 августа 2016 года в эпизоде SmackDown, он был создан как аналог титула командных чемпионов WWE, который стал эксклюзивным для бренда Raw в результате драфта WWE 2016 года.

## История создания

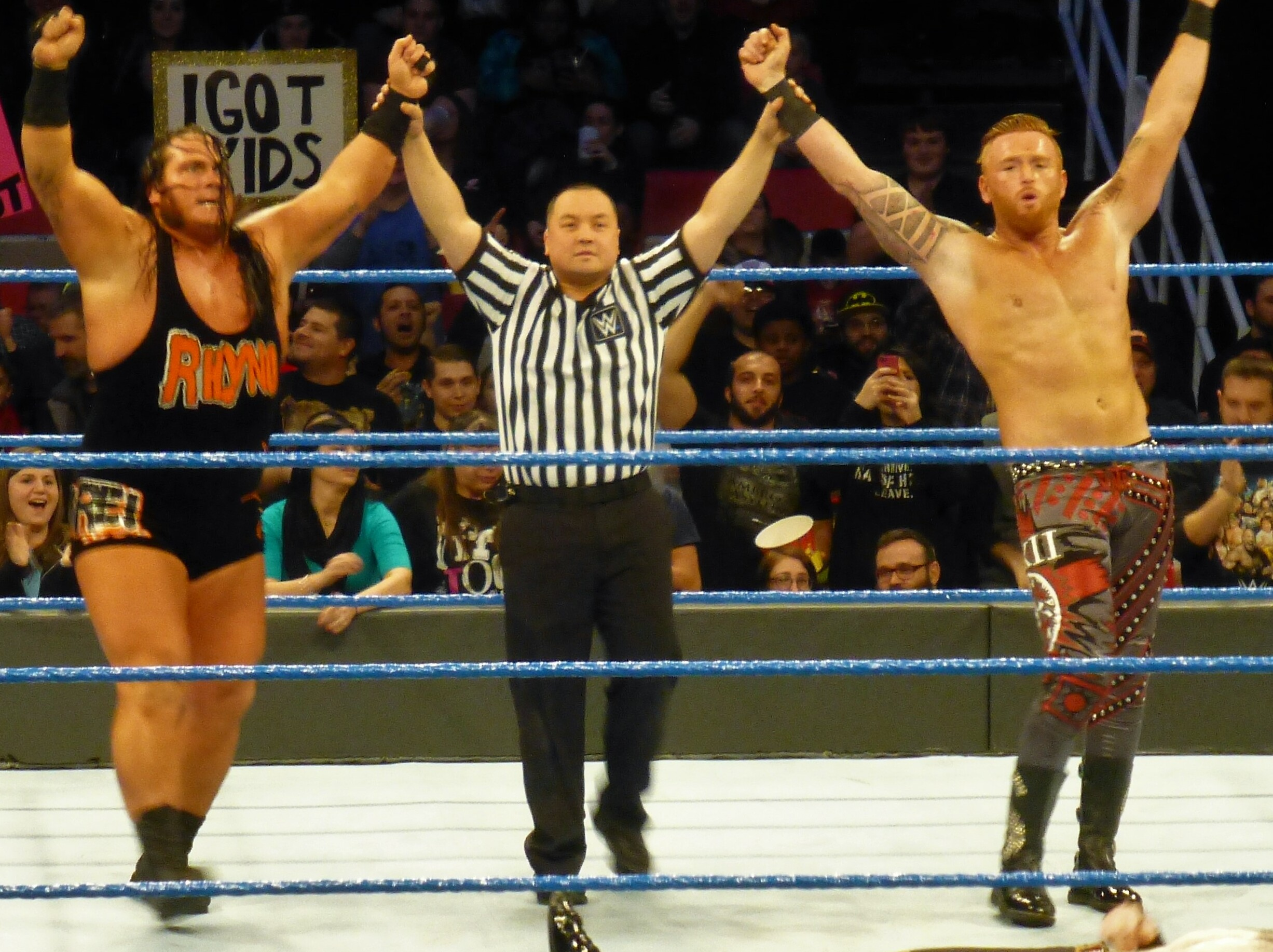
Первые чемпионы — Райно и Хит Слейтер

После разделения брендов WWE 19 июля 2016 года командные чемпионы WWE «Новый день» (Биг И, Кофи Кингстона и Ксавье Вудс) перешли на Raw, оставив SmackDown, без командного чемпионства. 23 августа 2016 года на SmackDown Live были представлены титулы командных чемпионов WWE SmackDown. В турнире из 8 команд победу одержала команда Райно и Хита Слейтера, которые победили «Братьев Усо» (Джимми и Джей) в финале турнира, который прошёл 11 сентября 2016 года на PPV Backlash (2016).

## Турнир чемпионата

### Таблица турнира за титул командных чемпионов WWE SmackDown
|  | Четвертьфиналы SmackDown Live 23/08/16, 30/08/16   | Четвертьфиналы SmackDown Live 23/08/16, 30/08/16 |                                                    |                      | Полуфиналы SmackDown Live 06/09/16 | Полуфиналы SmackDown Live 06/09/16 |  |  | Финал Backlash (2016) 11/09/16 | Финал Backlash (2016) 11/09/16 |
|  |                                                    |                                                  |                                                    |                      |                                    |                                    |  |  |                                |                                |
|  |                                                    |                                                  |                                                    |                      |                                    |                                    |  |  |                                |                                |
|  |                                                    |                                                  |                                                    |                      |                                    |                                    |  |  |                                |                                |
|  | «Американские Альфа» (Джейсон Джордан и Чад Гейбл) | Проходят в полуфинал                             |                                                    |                      |                                    |                                    |  |  |                                |                                |
|  | «Американские Альфа» (Джейсон Джордан и Чад Гейбл) | Проходят в полуфинал                             |                                                    |                      |                                    |                                    |  |  |                                |                                |
|  | «Бризанго» (Фанданго и Тайлер Бриз)                | 10:13 Удержание                                  |                                                    |                      |                                    |                                    |  |  |                                |                                |
|  | «Бризанго» (Фанданго и Тайлер Бриз)                | 10:13 Удержание                                  | «Американские Альфа» (Джейсон Джордан и Чад Гейбл) | Проходят в финал     |                                    |                                    |  |  |                                |                                |
|  |                                                    |                                                  | «Американские Альфа» (Джейсон Джордан и Чад Гейбл) | Проходят в финал     |                                    |                                    |  |  |                                |                                |
|  |                                                    | «Братья Усо» (Джимми и Джей)                     | 0:28 Удержание                                     |                      |                                    |                                    |  |  |                                |                                |
|  | Братья Усо (Джимми и Джей)                         | «Братья Усо» (Джимми и Джей)                     | 0:28 Удержание                                     | Проходят в полуфинал |                                    |                                    |  |  |                                |                                |
|  | Братья Усо (Джимми и Джей)                         |                                                  |                                                    | Проходят в полуфинал |                                    |                                    |  |  |                                |                                |
|  | «Вознесение» (Коннор и Виктор)                     | 3:49 Удержание                                   |                                                    |                      |                                    |                                    |  |  |                                |                                |
|  | «Вознесение» (Коннор и Виктор)                     | 3:49 Удержание                                   | «Братья Усо» (Джимми и Джей)                       | 10:02 Удержание      |                                    |                                    |  |  |                                |                                |
|  |                                                    |                                                  | «Братья Усо» (Джимми и Джей)                       | 10:02 Удержание      |                                    |                                    |  |  |                                |                                |
|  |                                                    | Райно и Хит Слейтер                              | Чемпионы                                           |                      |                                    |                                    |  |  |                                |                                |
|  | «Хайп Брос» (Зак Райдер и Моджо Роули)             | Райно и Хит Слейтер                              | Чемпионы                                           | Проходят в полуфинал |                                    |                                    |  |  |                                |                                |
|  | «Хайп Брос» (Зак Райдер и Моджо Роули)             |                                                  |                                                    | Проходят в полуфинал |                                    |                                    |  |  |                                |                                |
|  | «Водевилисты» (Эйден Инглиш и Саймон Готч)         | 2:50 Удержание                                   |                                                    |                      |                                    |                                    |  |  |                                |                                |
|  | «Водевилисты» (Эйден Инглиш и Саймон Готч)         | 2:50 Удержание                                   | «Хайп Брос» (Зак Райдер и Моджо Роули)             | 7:03 Удержание       |                                    |                                    |  |  |                                |                                |
|  |                                                    |                                                  | «Хайп Брос» (Зак Райдер и Моджо Роули)             | 7:03 Удержание       |                                    |                                    |  |  |                                |                                |
|  |                                                    | Райно и Хит Слейтер                              | Проходят в финал                                   |                      |                                    |                                    |  |  |                                |                                |
|  | «Хедбэнгеры» (Мош и Трэшер)                        | Райно и Хит Слейтер                              | Проходят в финал                                   | 2:54 Удержание       |                                    |                                    |  |  |                                |                                |
|  | «Хедбэнгеры» (Мош и Трэшер)                        |                                                  |                                                    | 2:54 Удержание       |                                    |                                    |  |  |                                |                                |
|  | Райно и Хит Слейтер                                | Проходят в полуфинал                             |                                                    |                      |                                    |                                    |  |  |                                |                                |

† После победы над Братьями Усо (Джимми и Джеем) Чад Гейбл получил сюжетную травму и таким образом он и Джейсон Джордан выбыли из турнира. На шоу Backlash (2016) Джимми и Джей Усо победили «Хайп Брос» (Зака Райдера и Моджо Роули) за право попасть в финал вместо Гейбла и Джордана.

## Статистика
| Рекорд                     | Обладатель                                               | Значение  | Примечания |
| -------------------------- | -------------------------------------------------------- | --------- | --- |
| Самое долгое чемпионство   | «Братья Усо»                                             | 498+ дней | У них также самое длинное комбинированное чемпионство в 870+ дней. |
| Самое короткое чемпионство | Кофи Кингстон и Ксавье Вудс                              | 3 дня     | Выиграли титулы Командных чемпионов Raw как часть группировки Новый день. Но так как — Биг И в следующем раунде драфта был переведён на Raw сочемпионом он не стал, а за группировкой Новый день не числится 7 чемпионство. Потеряли титулы не проиграв их. Чемпионы Raw были задрафтованы на SmackDown, а чемпионы SmackDown на Raw. По решению руководства, чтоб не менять название чемпионатам, чемпионы с обоих брендов обменялись титулами. |
| Самые тяжёлые чемпионы     | «Семья Уайаттов» (Люк Харпер, Брэй Уайатт и Рэнди Ортон) | 367 кг    | Забрала титул у первых чемпионов Райно и Хит Слейтер |
| Самые легкие чемпионы      | Рей и Доминик Мистерио                                   | 170 кг    | Первые командные чемпиона как настоящая семья, отец и сын. |

## Действующие чемпионы
На 16 июля 2025 года действующими чемпионами является команда Motor City Machine Guns. Команда удерживает чемпионство в первый раз.

### Комментарии
1. ↑  2 дня, как признают в WWE, 3 дня с момента завоевания и до проигрыша. Разница обусловленная комбинированием дней.